# Церковь Святого Илии (Люблин)
Ректоральная церковь святого пророка Илии (пол. Kościół rektoralny św. Eliasza Proroka) — ректоральная церковь католической архиепархии Люблина в Польше. Принадлежит монастырю кармелитов. Храм расположен на улице Мечислава Бернацкого, на холме к северо-востоку от Старого города в Люблине. С 13 февраля и 24 ноября 1967 года церковь и монастырский комплекс являются памятниками архитектуры под номером A/197.

## История
Кармелиты появились в Люблине в начале XVII века. В 1677 году они получили королевское разрешение на основание монастыря за чертой города. В 1680 году на месте нынешнего храма ими была построена деревянная часовня. Каменная церковь в стиле позднего барокко была возведена здесь с 1740 по 1755 год по проекту архитектора Паоло Антонио Фонтана. Храм освятил в 1784 году викарный епископ Ян Кантиус Ленчовский. В 1810 году монастырь и церковь перешли к босым кармелитам. В 1835 году монастырский комплекс заняли бонифратеры, для которых в 1839 году, по проекту архитектора Фердинанда Коноткевича, монастырь был переделан в госпиталь. После изгнания бонифратеров из Царства Польского, в 1864 году госпиталь был передан монахиням шариткам, которые служили здесь за исключением был периода с 1893 по 1905 год. Только в 1969 году церковь снова вернули кармелитам, которые построили рядом новый монастырь.

## Описание
Храм представляет собой элипсовидную ротонду в стиле позднего барокко, в северной части которой находится прямоугольный алтарь с полукруглой апсидой. Фасад имеет два уровня и одну ось. Нижний уровень по бокам выделяют тосканские пилястры. Верхний уровень по бокам выделяют волюты и завершает окно с сегментной аркой. Прямоугольный портал имеет над собой окно такой же формы. Справа к храму примыкает двухэтажная башня-колокольня, с пилястрами по углам, разделенными горизонтальным карнизом.
Интерьер храма также выдержан в стиле барокко. В пресвитерии находится деревянный алтарь начала XVIII века в стиле рококо. В центральной части алтаря висят картины с изображением святого Иоанна Божьего (XVIII век) и святого Венсана де Поля (XIX век). В алтаре также находятся скамьи хоров 1800 года, несущие в себе черты стиля рококо и классицизма. В храме имеются четыре боковых алтаря. С правой стороны находятся алтари изображениями Богоматери Ченстоховской и святого Иосифа с младенцем Иисусом, созданные в 1684 году. С левой стороны — алтари с изображениями распятия Иисуса и Непорочной Девы Марии; последний в стиле рококо, покрыт навесом и украшен скульптурами четырёх Евангелистов. Оба алтаря были созданы во второй половине XVIII века. К этому же периоду относится церковный орган и ризницы с двумя дубовыми комодами.